# 1-butyl-3-methylimidazoliumhexafluorfosfát
1-butyl-3-methylimidazoliumhexafluorfosfát, také uváděný pod zkratkou BMIM-PF6, je hydrofobní iontová kapalina s teplotou tání −8 °C. Společně s tetrafluoroboritanem 1-butyl-3-methylimidazolia, BMIM-BF4, jde o jednu z nejvíce zkoumaných iontových kapalin. Za přítomnosti vody se pomalu rozkládá.

## Příprava
BMIM-PF6 je možné zakoupit. V laboratoři se připravuje dvoukrokovou syntézou; v prvním kroku se připraví BMIM-Cl alkylací 1-methylimidazolu 1-chlorbutanem. Konečný produkt se následně získá metatezní reakcí s hexafluorofosforečnanem draselným; tetrafluoroboritan se dá připravit obdobnou reakcí s tetrafluorboritanem draselným.